# Policía Civil del Estado de São Paulo
La Policía Civil del Estado de São Paulo (PCESP)' es la policía judicial y de investigación del estado de São Paulo, Brasil. Es un órgano del sistema de seguridad pública que tiene a su cargo, con excepción de aquellos asuntos que son competencia específica de la Unión, las actividades de policía judicial y de investigación de los delitos con excepción de aquellos de naturaleza militar.
Está subordinada al Gobernador, forma parte de la estructura de la Secretaría de Seguridad Pública y es dirigida por el Delegado General de la Policía Civil.